# 高橋嵩
高橋 嵩（たかはし たかし、6月5日 - ）は、日本の元アナウンサー、高等学校教員。
岩手県紫波郡紫波町出身。早稲田大学在学中は同大学の英語部（WESA）に在籍し、第39回早稲田杯争奪全日本学生英語弁論大会の全国大会で優勝した。特技はエイブラハム・リンカーン大統領のゲティスバーグ演説の暗唱。
2008年に秋田朝日放送に入社。退職後、早稲田大学大学院政治学研究科ジャーナリズムコースに進学。その後、一年間新日鉄に勤務し(名言は「こんな(作業)服を着るためにこの会社に入ったんじゃない！」←これは当時の製鉄所人事室長の創作であり、本人は発言していない)、2011年より城西大学附属城西中学校・高等学校で英語教員を務めている。放送部の顧問を務めている。主な教え子に南日本放送のアナウンサー佐々木武海がいる。

## 担当番組
- スーパーJチャンネルあきた（2008年4月-8月） リポーター
- 夢球場2008（第90回全国高等学校野球選手権秋田大会、2008年7月） 実況生中継